# Andrzej Szczepaniec
Andrzej Szczepaniec (ur. 10 maja 1952 w Nowym Targu) – polski hokeista, reprezentant Polski, olimpijczyk. Trener hokejowy.

## Życiorys
Wychowanek Podhale Nowy Targ. Później występował w GKS Katowice (1975-1980) i HC Ambrì-Piotta. Dwukrotny zdobywca tytułu mistrza Polski (1971 i 1972).
Absolwent studiów w Wyższej Szkole Wychowania Fizycznego w Katowicach oraz specjalizacji na Studium Trenerskiego Uniwersytetu im. Karola w Pradze. Został trenerem I klasy państwowej.
Barwy narodowe reprezentował 34 razy. Wystąpił w Igrzyskach Olimpijskich w Sapporo w 1972 oraz dwóch turniejów o mistrzostwo świata (1973, 1976).
Po zakończeniu czynnej kariery sportowej został trenerem. W sezonie 1985/1986 szkoleniowiec klubu HC Ambrì-Piotta. Po powrocie do Polski został szkoleniowcem juniorskich reprezentacji kraju: do lat 18 i w 1986 do lat 20. Równolegle od 1 października 1987 był trenerem-koordynatorem ds. młodzieży w Stali Sanok.
Jego syn Oskar został także hokeistą.